# Верхний (Славянский район)
Ве́рхний — хутор в Славянском районе Краснодарского края.
Входит в состав Черноерковского сельского поселения.

## Социальная сфера
ДОУ 36
ООШ 50
Сельский библиотека
отделение Почтовой связи
Фельдшерско-акушерский пункт

## География

### Улицы
| - пер. Торговый, - ул. Гаражная, - ул. Долгая, - ул. Красная, - ул. Красноармейская, - ул. Мичурина, - ул. Набережная, - ул. Новая, | - ул. Победы, - ул. Рабочая, - ул. Садовая, - ул. Спортивная, - ул. Фестивальная, - ул. Центральная, - ул. Чапаева, - ул. Ясеневая. |

## Население
| 2002 | 2010 |
| ---- | ---- |
| 425  | ↘365 |